# 로저 첸
로저 첸(영어: Roger Yonchien Tsien, 중국어 정체자: 錢永健, 간체자: 钱永健, 병음: Qián Yǒngjiàn 첸융젠[*] 1952년 2월 1일 ~ 2016년 8월 24일)은 중국계 미국인 생화학자다. 2008년에 노벨 화학상을 수상하였다.

## 생애
첸은 1952년 2월 1일 뉴욕에서 태어났다. 첸의 부모는 중국 저장성 출신으로, 오월의 왕족의 후손이었다. (첸은 전류의 34대 손이다.) 첸의 아버지는 매사추세츠 공과대학교의 기계공학부 교수였고, 첸의 외삼촌 중 두 명은 매사추세츠 공과대학교 공학부 교수였다. 첸의 오촌 숙부인 첸쉐선(중국어 정체자: 錢學森, 간체자: 钱学森, 병음: Qián Xuésēn, 영어: Hsue-Shen Tsien)은 캘리포니아 공과대학교 JPL 프로그램의 공동 설립자였다. 그 뿐만 아니라 다수의 친척이 공학자였고, 첸의 형인 리처드 첸(Richard Winyu Tsien) 역시 스탠퍼드 대학교의 저명한 신경과학자가 되었다.
첸은 뉴저지주 리빙스턴에서 자라고, 리빙스턴 고등학교를 졸업하였다. 고등학교를 졸업한 뒤 내셔널 메릿 장학금(National Merit Scholarship)을 받으며 하버드 대학교에서 화학과 물리학을 전공하였고, 1972년 숨마 쿰 라우데(최상위 학생)의 영예를 받으며 졸업하였다. 하버드를 졸업한 뒤 케임브리지 대학교에서 박사 과정을 거쳐, 1977년에 졸업하였다.
졸업 뒤 케임브리지 대학교에서 1977년부터 1981년까지 연구원으로 있다가, 캘리포니아 대학교 버클리 교수직에 임용되었다. 1989년에는 캘리포니아 대학교 샌디에이고 화학과 생화학부로 옮겼다.
2004년에 울프 의학상을 수상하였다. 2008년 녹색형광단백질의 발견으로 마틴 챌피와 시모무라 오사무와 공동으로 노벨 화학상을 수상하였다.